# إيشفايلر
إيشفايلر (بالألمانية: Eschweiler) وهي مدينة تقع في مقاطعة آخن في شمال الراين-وستفاليا في غرب ألمانيا بالقُرب من الحدود مع هولندا وبلجيكا ويَمر من هذهِ المَدينة نهر إندي تَبعد المدينة 15 كلم شرق مدينة آخن و50 غرب مدينة كولن، بلغ عدد سكان المدينة 56,207 حسب إحصائيات عام 2017، وتبلغ مساحة المدينة 76.559 كلم مربع.

## التاريخ
كان السلتيون أو الغاليون أول من سكن المدينة، وثُمَّ احتلها الرومان وقاموا بتعبئة الطرق فيها، وأول سكن جرماني فيها كان في سنة 828 م في عصر شارلمان، وفي سنة 1394اُكتشف وجود منجم للفحم فيها لأول مرة، في بعض الفترات أصبحت تابعة لدوقية يوليش، وفي سنة 1678 دمرت المدينة ماعدا منزلا واحدا كان يحوي تمثال بييتا، وفي سنة 1794 قامت فرنسا باحتلالها، وفي سنة 1816 عادت إلى سيطرة بروسيا، وفي سنة 1944 خلال الحرب العالمية الثانية دُمرت المدينة بسبب قصف قوات التحالف، في هذه المدينة يوجد عدة قلاع وكذلك تمثال بييتا الذي صنعه مايكل أنجلو.

## توأمة
لإيشفايلر اتفاقيات توأمة مع كل من:
- وترلو (1975 - )
- Reigate and Banstead [الإنجليزية]‏ (4 مايو 1985 - )

## أعلام
- إيلينا فاسن
- ميكايلا شافراث
- مايكل فايفر
- كارل في. شيريدان
- ماركوس دان
- توماس هماخر